# ماتئو بوکاچینی
ماتئو بوکاچینی (انگلیسی: Matteo Boccaccini؛ زادهٔ ۸ فوریهٔ ۱۹۹۳) بازیکن فوتبال اهل ایتالیا است.
از باشگاه‌هایی که در آن بازی کرده‌است می‌توان به باشگاه فوتبال گوریتسا، باشگاه فوتبال بولونیا، و باشگاه فوتبال برشا اشاره کرد.